# Список умерших в 574 году

## Июль
- 13 июля — Иоанн III, Папа Римский (561—574).

## Дата смерти неизвестна или требует уточнения
- Емилиан Кукуллат, испанский святой.
- Клеф, король лангобардов (572/573—574).
- Коналл I, король гэльского королевства Дал Риада (558—574).
- Макарий II, Патриарх Иерусалимский и всей Палестины.
- Масана, королева лангобардов (572/573—574) по браку с Клефом.